# HMS E26
Pour les articles homonymes, voir E26.
Le HMS E26 est un sous-marin britannique de classe E construit par William Beardmore and Company à Dalmuir. Avec le futur HMS E25, il a été commandé par la marine ottomane le 29 avril 1914, mais a été réquisitionné par la Royal Navy qui lui a attribué le nom de E26. Sa quille fut posée en novembre 1914, il fut lancé le 11 novembre 1915 et mis en service le 3 octobre 1915.
Le HMS E26 fut perdu corps et biens en mer du Nord, probablement à l’est de l’Ems, vers le 3 juillet 1916. Son épave a été retrouvée par un groupe de plongeurs néerlandais en 2006,

## Conception
Comme tous les sous-marins de la classe E postérieurs au E8, le E26 avait un déplacement de 662 tonnes en surface et de 807 tonnes en immersion. Il avait une longueur totale de 55 m et un maître-bau de 6,92 m. Il était propulsé par deux moteurs Diesel Vickers huit cylindres à deux temps de 800 chevaux (600 kW) et moteurs électriques deux moteurs électriques de 420 chevaux (310 kW),.
Le sous-marin avait une vitesse maximale de 16 nœuds (30 km/h) en surface et de 10 nœuds (19 km/h) en immersion. Les sous-marins britanniques de la classe E avaient une capacité en carburant de 50 tonnes de gazole, et une autonomie de 2 829 milles marins (5 238 km) lorsqu’ils faisaient route à 10 nœuds (19 km/h). Ils pouvaient naviguer sous l’eau pendant cinq heures en se déplaçant à 5 nœuds (9,3 km/h).
Le E26 était armé d’un canon de pont QF de 3 pouces (76 mm) de 12 livres, monté vers l’avant du kiosque. Il avait cinq tubes lance-torpilles de 18 pouces (457 mm), deux à l’avant, un de chaque côté à mi-longueur du navire et un à l’arrière. Au total, 10 torpilles étaient emportées à bord.
Les sous-marins de la classe E avaient la télégraphie sans fil d’une puissance nominale de 1 kilowatt. Sur certains sous-marins, ces systèmes ont par la suite été mis à niveau à 3 kilowatts en retirant un tube lance-torpilles du milieu du navire. Leur profondeur maximale de plongée théorique était de 100 pieds (30 mètres). Cependant, en service, certaines unités ont atteint des profondeurs supérieures à 200 pieds (61 mètres). Certains sous-marins contenaient des oscillateurs Fessenden.
Leur équipage était composé de trois officiers et 28 hommes.